# Artère gastro-omentale gauche
Pour les articles homonymes, voir Artère gastro-omentale.
L'artère gastro-omentale gauche (ou artère gastro-épiploïque gauche) est une artère systémique de l'abdomen qui vascularise la grande courbure de  l'estomac.

## Origine
L'artère gastro-omentale gauche nait en général d'un rameau splénique de l'artère splénique.

### Variations
Elle peut naître directement de l'artère splénique ou d'un tronc commun commun splénogastro-omental, voire exceptionnellement de l'artère rénale polaire. 

## Trajet
L'artère gastro-omentale gauche passe de gauche à droite le long de la grande courbure de l'estomac, entre les couches du grand omentum, s'anastomosant avec l'artère gastro-omentale droite, une branche de l'artère gastroduodénale.

## Branches collatérales
L'artère gastro-omentale gauche donne le long de son trajets de nombreux rameaux :
- des rameaux gastriques qui remontent pour vasculariser l'estomac,

- des rameaux omentaux qui descendent pour vasculariser le grand omentum et s'anastomosent avec les branches de l'artère colique moyenne.

## Anastomoses
L'artère gastro-omentale gauche s'anastomose avec l'artère gastro-omentale droite formant le cercle artériel de la grande courbure de l'estomac et avec les artères gastriques courtes.

## Aspect clinique
Le repérage de l'artère gastro-omentale gauche est essentiel lors des gastrectomies ou splénectomies.

## Images supplémentaires

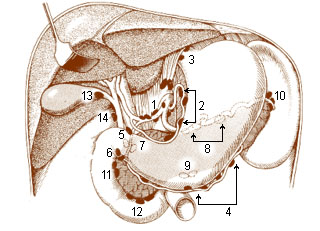
Artère et veine gastro-omentales droites en #4.
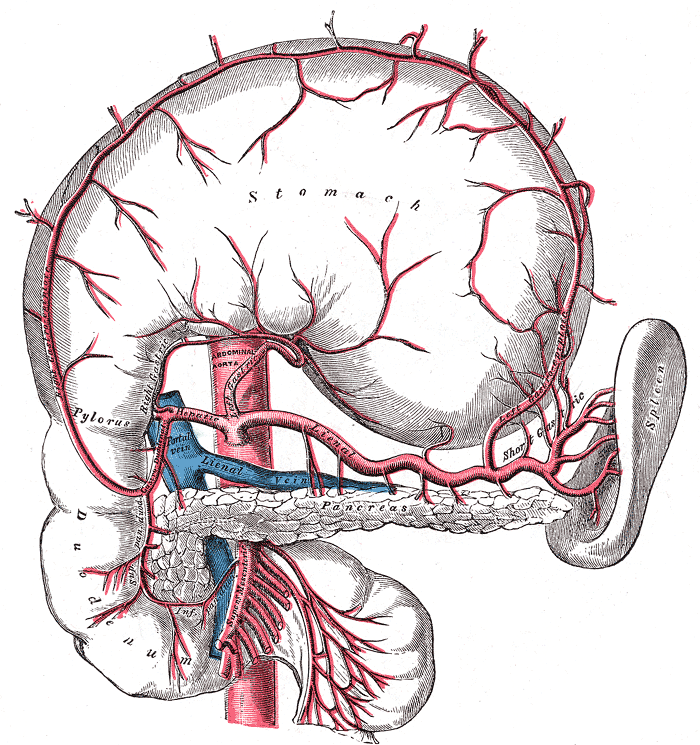
Branches du tronc coeliaque.